# Fitocromo
El fitocromo es una proteína con actividad cinasa (proteína enzimática capaz de provocar alguna reacción a otro organismo o célula) presente en organismos vegetales, cuya función es actuar como fotorreceptor fundamentalmente de luz roja (600-700nm) y roja lejana (700-800nm), gracias a que posee un cromóforo. El fitocromo en función del tipo de luz detectada puede desencadenar distintas respuestas en la planta, como la floración, la germinación, crecimiento como respuesta de escape a la sombra -desarrollo de epicótilos durante la noche y cotiledones durante el día-, regulación de la expresión de la actividad metabólica durante día y la noche (ritmos circadianos).
Los fitocromos se descubrieron en los años cincuenta en el marco de una investigación sobre el efecto de la luz en la germinación de las semillas de lechuga. Se observó que no llegaban al 20% las semillas que germinaban en oscuridad; Por el contrario, el porcentaje de germinación era máximo cuando irradiaban las semillas con un pulso de luz roja (R). Se halló, además, que la irradiación subsiguiente con un pulso de luz roja lejana (RL) anulaba el efecto inductor de la luz roja, evitando la germinación [cita].
Las irradiaciones alternas con luz R y RL (R, R + RL, R + RL + R, R + RL + R + RL, etc.) pusieron de manifiesto que el último color aplicado determinaba la germinación de las semillas y que la luz roja constituía el factor estimulante del proceso y, su inhibidor, la luz roja lejana.
En busca de una explicación de tales fenómenos se propuso la existencia de un pigmento, al que llamaron fitocromo, que absorbía la luz roja. El fitocromo en cuestión, tras absorber luz roja, se convertía en una forma capaz de absorber radiación roja lejana; forma que tornaba a su condición inicial tras realizar dicha absorción. La hipótesis halló respaldo experimental a principios de los años sesenta con la purificación, a partir de extractos de plántulas de cereales, de una proteína dotada de las características predichas. Los fitocromos son proteínas solubles que se encuentran en las semillas, hojas, tallos, raíces y demás órganos de la planta.
Bioquímicamente, el fitocromo es una proteína con un cromóforo Bilin.
El fitocromo ha sido encontrado en la mayoría de plantas, incluyendo todas las plantas superiores; además, moléculas muy similares han sido encontrado en varias bacterias. Un fragmento de un fitocromo bacterial ha esclarecido la estructura de las proteínas tridimensional.
Otros fotorreceptores de la planta incluyen a los criptocromos y fototropinas, que son sensibles a la luz azul y ultravioleta de las regiones del espectro.

## Estructura
El fitocromo está compuesto por dos cadenas idénticas (A y B). Cada cadena tiene un dominio PAS y dominio GAF. El dominio PAS sirve como una señal del sensor y el dominio GAF es responsable de la unión del CGMP y también detecta las señales de luz. En conjunto, estas subunidades forman la región del fitocromo que regula los cambios fisiológicos en las plantas a los cambios en las condiciones de luz roja y roja lejana. En las plantas, la luz roja hace que el fitocromo cambie a su forma biológicamente activa, mientras que la luz roja lejana hace que la proteína cambie a su forma biológicamente inactiva.

## Isoformas o estados
Los fitocromos se caracterizan por una fotocromicidad roja / roja lejana. Los pigmentos fotocromáticos cambian de "color" (propiedad espectral de absorbancia) tras la absorción de la luz. En el caso del fitocromo, el estado fundamental es PR, indicando que la r absorbe la luz roja particularmente fuerte. La máxima absorción es un pico agudo de 650-670 nm, las soluciones tan concentradas de fitocromos son de color azul turquesa para el ojo humano. Pero una vez que un fotón rojo ha sido absorbido, el pigmento sufre un cambio conformacional rápido para formar el PFr estado. Aquí fr indica que ya no es rojo, sino rojo lejano (también llamado "infrarrojo cercano", 705-740 nm) es absorbida preferentemente. Este cambio de absorbancia es evidente para el ojo humano como un color un poco más verde. Cuando PFr absorbe la luz roja lejana, se convierte de nuevo a PR. Por lo tanto, la luz roja hace PFr, la luz roja lejana hace PR. En las plantas, al menos, PFr es el estado fisiológicamente activo o de "señalización".

## Bioquímica
Químicamente, el fitocromo está compuesto por un cromóforo, una única molécula Bilin que consta de una sola cadena abierta de cuatro anillos de pirrol, unida al resto de la proteína. Es el cromóforo el que absorbe la luz, y como resultado cambia la conformación de Bilin y posteriormente de la proteína adjunta, cambiándola de un estado o isoforma a otra.
El fitocromo cromóforo es por lo general fitocromobilina, y está estrechamente relacionado con la ficocianobilina (el cromóforo de la ficobiliproteína usado por las cianobacterias y algas rojas para capturar la luz en la fotosíntesis) y a la bilis, pigmento de la bilirrubina (cuya estructura también se ve afectada por la exposición a la luz, un hecho explotado en la fototerapia de ictericia en los recién nacidos). El término "bili" en todos estos nombres hace referencia a la bilis. Las bilins derivan del anillo tetrapirrolico haem cerrado gracias a una reacción oxidativa catalizada por la hemo oxigenasa para producir su cadena abierta característica. La clorofila también se deriva de hemo. En contraste con bilins, hemo y clorofila llevan un átomo de metal en el centro del anillo, hierro o magnesio, respectivamente.
El estado Pfr transmite una señal a otros sistemas biológicos en la célula, tales como los mecanismos responsables de la expresión genética . Aunque lo más seguro es que este mecanismo sea un proceso bioquímico, es aún objeto de debate. Se sabe que, a pesar de que los fitocromos se sintetizan en el citoplasma y que la Pr se localiza allí, la forma PFr, cuando se produce por la iluminación de luz, se trasladada al núcleo de la célula . Esto supone que el fitocromo tiene una función en el control de la expresión génica, y se sabe que muchos genes están regulados por el fitocromo, pero el mecanismo exacto aún no se ha descubierto totalmente. Se ha propuesto que el fitocromo, en la forma PFr, puede actuar como una quinasa, y se ha demostrado que el fitocromo en la forma PFr puede interactuar directamente con los factores de transcripción.

## Descubrimiento
El pigmento fitocromo fue descubierto por Libra Hendricks y Harry Borthwick en el USDA-ARS Centro de Investigación Agrícola de Beltsville de Maryland entre los años 1940 y 1960. Usando un espectrógrafo construido a partir de objetos prestados y las partes sobrantes de suplementos de guerra, descubrieron que la luz roja era muy eficaz para favorecer la germinación o desencadenar respuestas de floración. Las respuestas de luz roja eran reversible con la luz roja-lejana, indicando la presencia de un pigmento fotoreversible.
El pigmento fitocromo fue identificado mediante una espectrofotómetro en 1959 por el biofísico Warren Mayordomo y el bioquímico Harold Siegelman. Butler fue también responsable del nombre, fitocromo.
En 1983 los laboratorios de Peter Quail y Clark Lagarias informaron de la purificación química de la molécula intacta de fitocromo, y en 1985  Howard Hershey y Peter Quail publicaron la primera secuencia genética del fitocromo. Hacia 1989, la genética molecular y el trabajo con anticuerpos monoclonales demostraron que existía más de un tipo de fitocromos, por ejemplo, se demostró que el guisante tiene al menos dos tipos fitocromo (llamados, en ese momento, tipo I (que se encuentra predominantemente en las plantas cultivadas en las oscuridad) y tipo II (predominante en las plantas verdes)). Ahora se sabe gracias a la secuenciación del genoma que la Arabidopsis tiene cinco genes fitocromo (PHYA - E), pero que el arroz solo tiene tres (PHYA -C). Si bien esto probablemente representa la condición en varias plantas di-y monocotiledóneas, muchas plantas son poliploide. El maíz, por ejemplo, tiene seis fitocromos - phyA1 y phyA2 y phyB1 y phyB2 y phyC1 y phyC2. Si bien todos estos fitocromos tienen componentes de las proteínas muy diferentes, todos ellos utilizan phytochromobilina cómo el cromóforo que absorbe la luz. El fitocromo A o phyA se degrada rápidamente en la forma Pfr - mucho más que los demás miembros de la familia. A finales de 1980, el laboratorio Vierstra mostró que phyA es degradada por el sistema de ubiquitina, el primer objetivo natural del sistema en identificado en eucariotas.
En 1996, se observó que un gen en el genoma de la  cianobacteriaSynechocystis recién secuenciado, tenía una ligera similitud con los de fitocromos de las plantas, la primera evidencia de fitocromos fuera del reino vegetal. Jon Hughes en Berlín y Lagarias Clark en la UC Davis demostraron posteriormente que este gen codifica el fitocromo (llamado Cph1) a bona fide en el sentido de que es una cromoproteína reversible de color rojo/rojo lejano. Es de suponer que los fitocromos de las plantas se derivan de un fitocromo ancestral de las cianobacterias, tal vez por la migración de genes del cloroplasto al núcleo. Posteriormente los fitocromos se han encontrado en otros procariotos como Deinococcus radiodurans y Agrobacterium tumefaciens. En el Deinococcusel fitocromo regula la producción de los pigmentos de luz protectores, sin embargo, en el Synechocystis y Agrobacterium  la función biológica de estos pigmentos es aún desconocida.
En 2005, los laboratorios Vierstra y Forestal de la Universidad de Wisconsin publicaron una estructura tridimensional del dominio fotosensorial del fitocromo del Deinococcus. Este revolucionario documento reveló que la cadena proteínica forma un nudo - una estructura muy inusual para una proteína.

## La ingeniería genética
Alrededor de 1989 varios laboratorios tuvieron éxito en la producción de plantas transgénicas, que produce cantidades elevadas de diferentes fitocromos (sobreexpresión). En todos los casos las plantas resultantes tenían tallos conspicuamente cortos y hojas verdes oscuras. Harry Smith y sus colaboradores en la Universidad de Leicester en Inglaterra demostraron que aumentando el nivel de expresión del fitocromo A (que responde a la luz roja lejana), las respuentas de evitar la sombra pueden ser alteradas. Como resultado, las plantas pueden gastar menos energía al crecer lo más alto posible y tienen más recursos para el cultivo de semillas y la ampliación de sus sistemas de raíces. Esto podría tener muchas ventajas prácticas: por ejemplo, no sería necesario segar con tanta frecuencia las hojas hierba que crecen más lentamente que la hierba normal, o las plantas cultivavas puede transferir más energía al grano en lugar de crecer más alto.

## Otras fuentes
- Hua Lia, Junrui Zhangb, Richard D. Vierstra, and Huilin Lia Quaternary organization of a phytochrome dimer as revealed by cryoelectron microscopy PNAS  1 de junio de 2010, doi 10.1073/pnas.1001908107
- http://www.ars.usda.gov/is/timeline/light.htm
- https://web.archive.org/web/20161126175726/http://www.mobot.org/jwcross/duckweed/phytochrome.htm#tetrapyrrole
- https://web.archive.org/web/20050302091035/http://ucce.ucdavis.edu/files/filelibrary/616/17562.htm
- Terry and Gerry Audesirk. Biology: Life on Earth.
- Linda C Sage. A pigment of the imagination: a history of phytochrome research. Academic Press 1992. ISBN 0-12-614445-1

- Datos: Q24779306
- Multimedia: Phytochrome / Q24779306